# TurboGears
TurboGears — веб-фреймворк для разработки веб-приложений, написанный на языке Python. Состоит из нескольких WSGI компонентов, таких как Pylons, SQLAlchemy, Genshi и Repoze. Turbogears использует архитектуру MVC, создан для быстрой разработки веб-приложений, очень похож на Struts и Ruby on Rails.

## Компоненты Turbogears
Turbogears построен на основе нескольких мощных библиотек и инструментов. Библиотеки, используемые по умолчанию, различаются в версиях 1.1 и 2.0, однако остаются взаимозаменяемыми. Основное внимание уделяется тому, чтобы разработчик мог работать с привычными библиотеками.